# Hamilton Mourão
Hamilton Mourão   (Porto Alegre, 15 d'agost de 1953) és un general de l'exèrcit brasiler en la reserva. Va ser el 25è Vicepresident de la República entre 2019 i 2022, sota la presidència de Jair Bolsonaro. Afiliat al partit Republicanos, en les eleccions generals de 2022 va ser elegit Senador per l'estat de Rio Grande do Sul.
Va formar-se l'any 1975 en l'Acadèmia Militar d'Agulhas Negras. Els seus últims càrrecs a l'exèrcit van ser la direcció del Comandament Sud (un dels vuit en el que està dividit l'exèrcit del Brasil) i la Secretaria d'Economia i Finances.
El 28 de febrer de 2018 va passar a la reserva remunerada i el 5 d'agost va ser anunciat com a candidat a Vicepresident de la República. La candidatura, encapçalada pel diputat federal Jair Bolsonaro, va resultar la més votada en el segon torn, el 28 d'octubre d'aquell any i Mourão va prendre possessió del càrrec l'1 de gener de 2019. L'any 2022, l'exmilitar va anunciar que no es presentaria amb Bolsonaro a la reelecció i que lluitaria per obtenir un escó de senador, que finalment obtindria.